# William Muhm
Mons. William James Muhm (* 27. června 1957, Billings) je americký římskokatolický duchovní a pomocný biskup arcidiecéze vojenských služeb USA.

## Život
Narodil se 27. června 1957 v Billingsu ve státě Montana. V dětství se s rodinou přestěhoval do Denveru.
Po střední škole studoval podnikání na Coloradské státní univerzitě. Po studiu se přihlásil do Námořnictva Spojených států amerických. Sloužil v Navy Supply Corps. Plavil se ma lodi USS Belleau Wood (LHA-3) a působil v Lakehurst Maxfield Field. Roku 1986 odešel do rezervy.
Roku 1989 vstoupil do menšího semináře v New Yorku a poté do St. Joseph's Seminary and College.
Dne 13. května 1995 byl kardinálem Johnem O'Connorem vysvěcen na kněze a inkardinován do arcidiecéze New York. Stal se farním vikářem farnosti svaté Anny v Ossiningu. Následující rok byl přemístěn do farnosti Svaté Rodiny na Staten Island. Roku 1996 se také stal kaplanem ve Fleet Hospital 22.
Roku 1998 byl povolán do United States Navy Chaplain Corps. Byl nasazen na loď USS Wasp (LHD-1), která se plavila v Arabském moři. Sloužil také v 1. divizi námořní pěchoty. Byl povolán také do Námořní akademie Spojených států amerických. Dne 1. května 2018 odešel opět do rezervy v hodnosti kapitána.
Dne 22. ledna 2019 jej papež František jmenoval pomocným biskupem arcidiecéze vojenských služeb USA a titulárním biskupem z Capsusu. Biskupské svěcení přijal 25. března 2019 z rukou arcibiskupa Timothy Broglia. Spolusvětiteli byli kardinál Timothy Dolan a arcibiskup Charles J. Chaput.